# Pastafarianesimo

Il simbolo del Pastafarianesimo, simile all'Ichthys cristiano

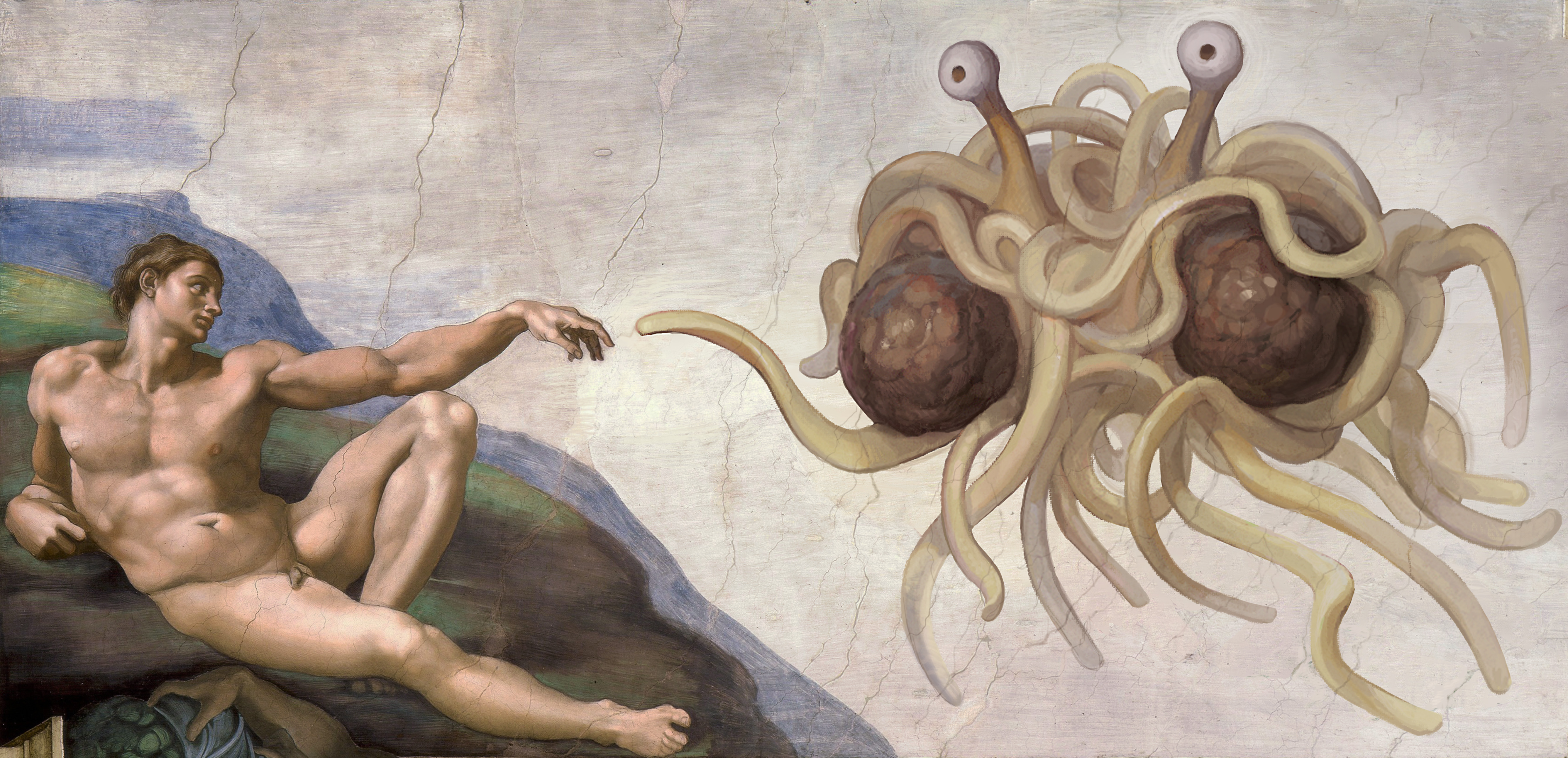
Rappresentazione artistica del Prodigioso Spaghetto Volante

Un pupazzo di stoffa del Prodigioso Spaghetto Volante

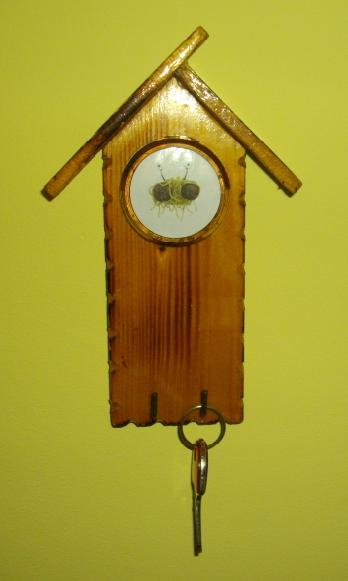
AppendichiavI Pastafariano

Il pastafarianesimo (in inglese Flying Spaghetti Monsterism o Pastafarianism) è un movimento religioso fondato nel 2005 da Bobby Henderson, un laureato in fisica presso l'Oregon State University, per protestare contro la decisione del consiglio per l'istruzione del Kansas di insegnare il creazionismo nei corsi di scienze come alternativa alla teoria dell'evoluzione.
Nonostante sia generalmente considerata una religione parodistica, gli adepti e lo stesso fondatore (per i pastafariani profeta) rifiutano tale etichetta, sostenendo che "ogni affermazione che faccia pensare al Pastafarianesimo come a qualcosa di umoristico o satirico è pura coincidenza". In una lettera aperta inviata al Kansas State Board of Education, Henderson professò di credere in un creatore sovrannaturale molto somigliante a degli spaghetti con le polpette. Nella stessa lettera, Henderson elaborò la tesi che tale essere soprannaturale fosse solito alterare i risultati delle datazioni al carbonio 14 con le sue "spaghettose appendici". Sostenne anche che la sua teoria era altrettanto valida quanto quella del disegno intelligente e chiese che le venissero dedicate un numero pari di ore di lezione in classe. Henderson battezzò la propria teoria "pastafariana", una parola macedonia di pasta e rastafarianesimo. Henderson spiegò che, poiché il movimento a sostegno del disegno intelligente utilizza riferimenti ambigui a un non meglio precisato "progettista intelligente", ogni entità concepibile poteva rivestire questo ruolo, compreso il Prodigioso Spaghetto Volante (in inglese Flying Spaghetti Monster).
Questa religione ha avuto larga diffusione su Internet, riunendo molti seguaci del Prodigioso Spaghetto Volante, che si fanno chiamare pastafariani e rivendicano di essere stati toccati dalla "Sua spaghettosa appendice" (in inglese His Noodly Appendage). Il riconoscimento come religione ufficiale, equiparata alle altre confessioni, è un punto fondamentale per gli adepti, i quali asseriscono che il pastafarianesimo non sia meno legittimo o serio. È stato riconosciuto come religione in alcuni stati, come i Paesi Bassi e la Nuova Zelanda.

## Sviluppi
Nel giugno 2005 Bobby Henderson inviò una lettera aperta al consiglio per l'istruzione del Kansas in risposta alla loro decisione di assegnare, nei corsi di biologia, lo stesso tempo alla spiegazione della creazione da parte di Dio e a quella dell'evoluzione darwiniana mediante la selezione naturale. Chiese che al Pastafarianesimo venisse dedicato lo stesso tempo dato alla spiegazione della Creazione di religioni più tradizionali. In breve tempo ebbe risposta da due dei membri del consiglio e una terza risposta giunse in seguito.
Nei due mesi successivi, il traffico del sito web di Henderson, che pubblicava le suddette lettere, crebbe rapidamente. La popolarità del sito esplose in agosto quando il Prodigioso spaghetto volante venne descritto in alcuni blog e siti di notizie su Internet. Presto la notizia venne riportata anche dalle principali fonti di informazione.
Nella sezione "Latest News" del suo sito web, Henderson fa notare che l'allora presidente degli Stati Uniti George W. Bush e il senatore Bill Frist hanno pubblicamente supportato l'insegnamento delle teorie non evoluzionistiche e quindi ne deduce supportino l'insegnamento del Pastafarianesimo.

## Dogmi

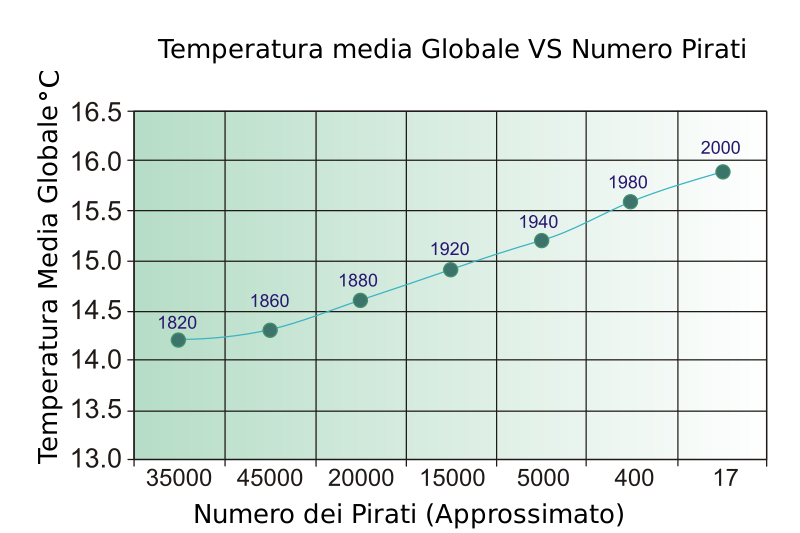
Il grafico fuorviante che attribuisce una correlazione inversa fra riscaldamento globale e numero di pirati

Molti dei "dogmi" proposti da Henderson sono stati volutamente scelti per parodiare le critiche fatte dai proponenti del creazionismo.
- L'Universo è stato creato da un invisibile e non rilevabile Prodigioso Spaghetto Volante, quando questi era in preda a una marcata intossicazione alcolica (si suppone che sia questo il motivo di un Creato imperfetto).
- Tutte le prove a sostegno della tesi evoluzionistica sono state intenzionalmente impiantate da questo essere per mettere alla prova la fede dei pastafariani.
- Quando sono effettuati test scientifici di datazione radiometrica (ad esempio il metodo del carbonio-14) il Prodigioso Spaghetto Volante interviene modificando sistematicamente i risultati mediante la Sua Spaghettosa Appendice.
- Il riscaldamento globale, i terremoti e gli uragani e gli altri disastri naturali sono conseguenza diretta della diminuzione del numero dei pirati fin dal XIX secolo. È stato fornito volutamente un grafico fuorviante che intenderebbe provare la proporzionalità inversa tra il numero dei pirati e la temperatura globale. Questo "dogma" serve a dimostrare il noto principio che una correlazione non implica necessariamente un rapporto di causalità, ed è anche mirato a prendere in giro chi manipola i dati e la loro rappresentazione per ottenere dei grafici confacenti alle proprie teorie. Henderson sviluppò probabilmente questo dogma in risposta alle tesi, sostenute da alcuni gruppi religiosi, secondo le quali il gran numero di disastri, guerre e carestie presenti nel mondo siano dovute a una carenza di rispetto e venerazione nei confronti delle divinità. Nel 2008, Henderson interpretò l'incremento delle attività piratesche nel Corno d'Africa come un'addizionale prova empirica di tale dogma, visto che la Somalia possiede il più grande numero di pirati ed è al contempo la nazione che emette la minore quantità di anidride carbonica.
- Bobby Henderson è il "profeta" di questa religione.

### Codici di condotta
- Le preghiere terminano con la parola "Ramen" invece che "Amen" (Il Ramen è un piatto di spaghetti tipico della cucina giapponese).
- I seguaci sono tenuti a indossare un vestito da pirata. Nel 2007 Bryan Killian, uno studente di un istituto della Contea di Buncombe nella Carolina del Nord, venne sospeso perché indossava indumenti pirateschi. Killian si oppose alla sospensione, sostenendo che tale provvedimento fosse una palese violazione del suo culto.
- Il Pastafarianesimo possiede i propri comandamenti (condimenti), che in parodia alla storia di Mosè sono descritti come dettati dal Prodigioso Spaghetto Volante al Capitano Pirata Mosey durante il vagare di quest'ultimo sul Monte Sugo, aggiungendo che i comandamenti fossero in origine dieci ma, nel fare ritorno dal monte, il Capitano Mosey ne avrebbe persi due. Questi comandamenti chiamati dai pastafariani gli otto “Io preferirei davvero che tu evitassi”, vennero poi denominati "condimenti" dai pirati della sua ciurma. È evidente il riferimento al film La pazza storia del mondo di Mel Brooks, in cui Mosè, che aveva ricevuto in origine da Dio tre tavole di pietra contenenti ciascuna cinque comandamenti, per errore ne fa cadere una a terra, sbriciolandola, e tramandando così ai posteri solo dieci comandamenti.

### Gli otto Condimenti
(detti anche)

### Gli otto: Io preferirei davvero che...
(Maiuscole e censura come da testo originale)
1. Io preferirei davvero che tu evitassi di comportarti come un asino bigotto "più-santo-di te" quando descrivi la mia spaghettosa bontà. Se qualcuno non crede in Me, pace, nessun problema! Dico davvero, non sono mica così vanitoso. E poi non stiamo parlando di loro, quindi non cambiare argomento!
2. Io preferirei davvero che tu evitassi di usare la Mia esistenza come motivo per opprimere, sottomettere, punire, sventrare, e/o, lo sai, essere meschino con gli altri. Io non richiedo sacrifici, e la purezza è adatta all'acqua potabile, non alle persone.
3. Io preferirei davvero che tu evitassi di giudicare le persone per come appaiono, o per come si vestono, o per come camminano, o, comunque, di giocare sporco, va bene? Ah, e ficcati questo nella tua testa dura: Donna = Persona. Uomo = Persona. Tizio noioso = Tizio noioso. Nessuno è meglio di un altro, a meno che non stiamo parlando di moda e, mi spiace, ma ho dato questo dono alle donne e a qualche uomo che capisce la differenza fra magenta e fucsia.
4. Io preferirei davvero che tu evitassi di assumere comportamenti che offendano te stesso, o il tuo partner consenziente, maggiorenne e mentalmente maturo. Per chiunque avesse qualcosa da obiettare, penso che l'espressione corretta sia "Andate a farvi f******", a meno che tale espressione non sia ritenuta troppo offensiva. Nel qual caso possono spegnere la TV e andare a farsi una passeggiata, tanto per cambiare.
5. Io preferirei davvero che tu evitassi di sfidare, a stomaco vuoto, le idee odiose, bigotte e misogine degli altri. Mangia, e solo dopo prenditela con gli s******.
6. Io preferirei davvero che tu evitassi di erigere chiese/templi/moschee/santuari multimilionari in onore della mia spaghettosa bontà, perché tali soldi potrebbero essere meglio spesi per (fai la tua scelta):

1. Io preferirei davvero che tu evitassi di andare in giro raccontando alla gente che ti ho parlato. Non sei mica così importante. Finiscila! E poi ti ho detto di amare il tuo prossimo, mi capisci o no?
2. Io preferirei davvero che tu evitassi di fare agli altri quello che vorresti fosse fatto a te se sei uno che apprezza, ehm, cose che fanno largo uso di pelle/lubrificanti/Las Vegas. Se anche l'altra persona le apprezza (purché si rispetti il quarto punto), allora dateci dentro, fatevi foto, e, per l'amor di Mike, indossate un preservativo! In tutta onestà, è un pezzo di gomma. Se non avessi voluto che fosse piacevole farlo, avrei aggiunto delle spine, o qualcos'altro.[13]

## Vantaggi della conversione
Henderson inizialmente ha fornito le seguenti motivazioni per convertirsi al pastafarianesimo:
- Come gli spaghetti che essi adorano, i pastafariani hanno standard morali sottili.
- Ogni venerdì (detto anche "beverdì") è una festività religiosa.
- La promessa di una fabbrica di spogliarelliste o spogliarellisti, a seconda del proprio orientamento, e di un vulcano di birra in Paradiso.

Tuttavia anche nel pastafarianesimo è presente un inferno dove, a differenza del paradiso, il vulcano erutta birra stantia e le/gli spogliarelliste/i hanno malattie veneree.
Viene inoltre proposto un periodo di prova di trenta giorni durante il quale un nuovo seguace può decidere di ritornare alla sua religione precedente.

## Casi mediatici

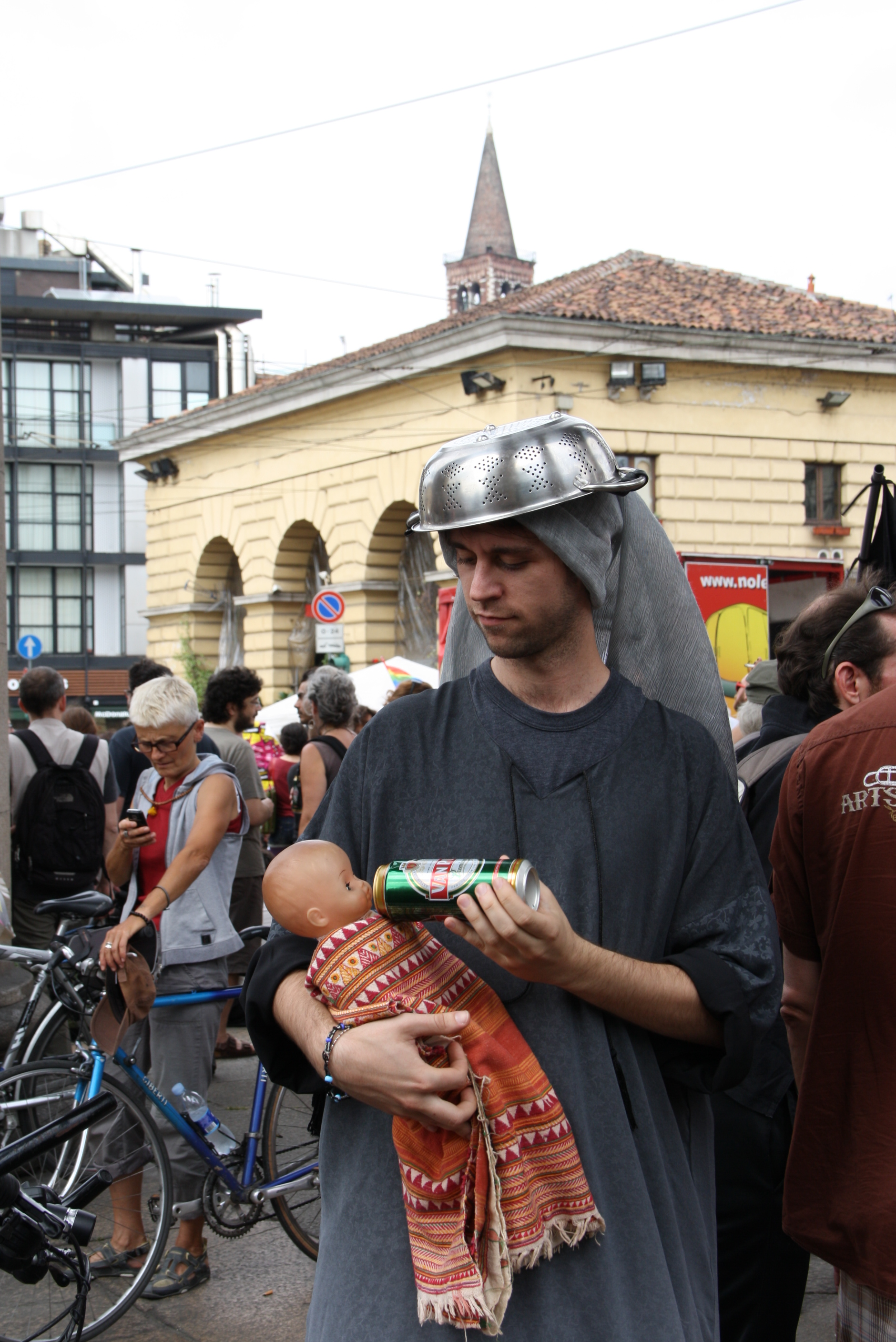
Madonna pastafariana nutre con la birra, la bevanda del Paradiso pastafariano, il suo bambino, a un presidio anticlericale a Milano (2012)

Nel luglio 2011, in Austria, l'ufficio dei trasporti di Vienna ha riconosciuto il diritto di un giovane pastafariano, Niko Alm, a inserire nella patente di guida una propria fotografia scattata mentre, a mo' di copricapo, indossava uno scolapasta, simbolo del Prodigioso Spaghetto Volante. Analogo episodio si è ripetuto nel luglio 2013 a Brno, in Repubblica Ceca, quando il ventottenne Lukáš Nový ha ottenuto che gli venisse riconosciuto il diritto di utilizzare, per la propria carta d'identità, una foto che lo ritrae mentre indossa lo scolapasta, in accordo alle leggi nazionali che consentono l'utilizzo di copricapi per motivi medici o religiosi purché non nascondano il volto.
Il 21 settembre 2012 il pastafariano greco Filippos Loizos veniva arrestato, a causa di pressioni parlamentari del gruppo Alba Dorata, per aver pubblicato su Facebook il fotomontaggio denominato "il Vecchio Pastitsios", parodia di Padre Paisios del Monte Athos.
Il 17 agosto 2013 a Mosca la polizia ha interrotto una processione pastafariana, traendo otto persone in arresto per "manifestazione non autorizzata", su denuncia di alcuni cittadini ortodossi che si dicevano offesi nel loro sentimento religioso.
Nel 2014, presso la cittadina di Templin, il pastafariano Rüdiger Weida (alias Bruder Spaghettus) ha ottenuto l'autorizzazione da parte del Sindaco locale di installare dei cartelli con l'indicazione dell'orario delle messe, da posizionare accanto a quelle di altre religioni. In seguito ad un ricorso del Land del Brandeburgo, poi confermato in appello, i cartelli sono stati rimossi.
Il 3 gennaio 2014 Christopher Schaeffer ha giurato, con uno scolapasta sulla testa, come membro del consiglio comunale di Pomfret, una cittadina con 15 000 abitanti nello Stato di New York, diventando il primo politico pastafariano statunitense eletto a un incarico pubblico, seguendo di pochi mesi l'elezione al Parlamento austriaco di Niko Alm (ottobre 2013).
Il primo paese a riconoscere il pastafarianesimo come religione è stata la Nuova Zelanda a dicembre 2015, quando il direttore generale dell'anagrafe di Wellington, Jeff Montgomery, ha dato il permesso di nominare officianti per il matrimonio. Ad aprile 2016 è poi avvenuta la prima unione legale al mondo tra Marianna Fenn e Toby Ricketts, un regista tv che ha scoperto il movimento girando un documentario sui pastafariani.
Nel gennaio 2016 i Paesi Bassi, attraverso la Camera di Commercio, avevano riconosciuto in forma ufficiale la religione del Prodigioso Spaghetto Volante. In seguito la Chiesa locale ha fatto richiesta di poter indossare il proprio copricapo sacro sui documenti ufficiali, ossia uno scolapasta, ma la richiesta è stata negata. Successivamente ha fatto ricorso al Consiglio di stato, il più alto tribunale amministrativo del paese, che ha stabilito che non può essere considerata religione ed ha negato il permesso.
Sempre a gennaio 2016 un cittadino russo, Andrei Filin, ha ottenuto il permesso di indossare lo scolapasta in testa nella foto della propria patente di guida.

## Chiesa italiana

Vessillo della Chiesa Pastafariana Italiana.

In Italia è presente una Chiesa Pastafariana Italiana, nata ufficialmente il 12 marzo 2012 a Roma e che ha nominato come Supremo 1° Pappa Al Zarkawi; in seguito alla sua morte avvenuta a fine dicembre 2013, Capitan Pizzocchero è stato nominato temporaneamente vicario della Chiesa e in seguito Pappa per acclamazione. 
La Chiesa Pastafariana Italiana ha posto varie sedi per l'Italia (denominate Pannocchie) gestite dai Frescovi locali, che organizzano periodicamente eventi.
Il 20 luglio 2014, presso il rifugio Dolada nell'Alpago, è stato celebrato il primo matrimonio in Italia con rito pastafariano (il Pastrimonio). Questo rifugio fa parte del "Cammino Pastafariano", un percorso che unisce tre rifugi.
La Chiesa Pastafariana Italiana ha organizzato otto raduni nazionali (chiamati in gergo pastafariano "Raguni"), il primo a Roma, poi a Venezia, Bologna, Firenze,, Salerno, Marina di Massa Anzio e Bardonecchia. Nel corso del terzo raduno, l'8 novembre 2014 la C.P.I. si è data statuto di associazione e sta raccogliendo adesioni per chiedere il riconoscimento ufficiale dallo Stato.
Nel gennaio 2015 la Pannocchia di Torino ha dato vita alle "Tagliatelle in piedi", la risposta ironica alle "Sentinelle in piedi"; in seguito questa manifestazione è stata replicata in tutta Italia dai gruppi locali.
Il 15 agosto 2015, in occasione del Giubileo della Rivelazione al mondo, la Chiesa Pastafariana ha organizzato "La Grande Erezione", erigendo sulla cima del Monte Dolada, montagna definita sacra, una riproduzione artistica del liscafisso, il simbolo della loro religione.
Il giorno 8 dicembre 2016, il Concistoro della Chiesa Pastafariana Italiana ha proclamato Scialatiella Piccante: Emanuela Marmo Pappessa della Chiesa Pastafariana Italiana.
Nell'agosto 2017 la Chiesa Pastafariana Italiana ha aderito alla campagna internazionale "EndBlasphemyLaws" che chiede l’abolizione del reato di blasfemia, con l'iniziativa "DioScotto": un cartellone di eventi per promuovere e tutelare artisti considerati blasfemi, e raccogliere fondi per sostegno finanziario e consulenza legale alle persone denunciate per blasfemia o vilipendio della religione.
Sempre nel 2017 la Chiesa Pastafariana Italiana ha avviato la campagna "Liberi verso il Vulcano" per l'approvazione di una legge sul fine-vita che garantisca il rispetto della volontà della persona.
Nel novembre 2018 sono stati rinnovati gli organi direttivi (Concistoro e Collegio dei Probiviri) della Chiesa e è stata riconfermata Scialatiella Piccante Prima per il triennio 2019 - 2021.
Nel 2020, dopo pochi minuti dalla riconferma a Pappessa, Scialatiella Piccante Prima si è spappapata, ossia ha lasciato l'incarico.
Nel febbraio 2022, con elezione diretta da parte dei Fedeli, sono stati rinnovati il Concistoro e il Collegio dei Probiviri della Chiesa Pastafariana.
Il 25 febbraio 2022 Il concistoro della Chiesa Pastafariana Italiana ha proclamato Paolo l’Apostrofo, al secolo Paolo Sinigaglia, detto "Il Malmostoso", Pappa della Chiesa Pastafariana Italiana.

## Nella cultura di massa
- Il Prodigioso Spaghetto Volante appare nella puntata 9, Origine meccanica, della sesta stagione di Futurama, in cui rimprovera al professor Farnsworth il fatto che egli non possa essersi evoluto nel corso del tempo, accettando così il creazionismo, essendo lo Spaghetto stesso una divinità creatrice.
- The Hunger Artists Theatre Company ha creato una commedia chiamata "The Flying Spaghetti Monster Holiday Pageant" a dicembre 2006, spiegando le origini del pastafarianesimo.[47]
- Il poeta moldavo Igor Ursengo ha scritto nel 2012 un libro di poesia intitolato "the flying spaghetti monster".
- Bathyphysa conifera, una siphonophora, è stata chiamata "Flying Spaghetti Monster" in omaggio al FSM.[48]
- Il DJ inglese "Doctor P" ha composto un brano intitolato "Flying Spaghetti Monster".
- Nel videogioco Doom & Destiny uno dei protagonisti è un pirata pastafariano ed uno dei mostri da combattere è il "Flying Spaghetti Monster".
- Nel videogioco Rock Of Ages 3 il boss finale è il "Flying Spaghetti Monster".
- Nel ventunesimo episodio della seconda stagione di Assassination Classroom, il protagonista Korosensei, in una foto di classe dedicata alle religioni del mondo, interpreta il Prodigioso Spaghetto Volante.
- Nel videogioco “Tasty Planet Forever”, nell’ultima parte dell’ultimo livello dell’ultimo personaggio, compare il Prodigioso Spaghetto Volante.
- Il Prodigioso Spaghetto Volante compare nel videogioco Effing Worms Xmas come uno dei numerosi nemici da uccidere.